# Белов, Леонид Петрович
Леонид Петрович Белов (15 марта 1930, Москва — 17 апреля 1974, 1973 или 1972, Москва) — советский спортсмен (хоккей с шайбой, футбол). Брат футболиста и тренера Виктора Белова.
С 15 лет занимался футболом в московской юношеской команде «Спартак».
Числился в составах команд высшего дивизиона первенства СССР по футболу: ЦДКА/ЦДСА, команда Московского военного округа (Калинин/Москва), «Локомотив» Москва, «Торпедо» Горький, но (по данным сайта Footballfakts.ru) не играл за их основные составы в чемпионате. В 1955—1956 годах — в воронежских «Крыльях Советов», игравших в первенстве СССР по классу «Б». В составе воронежцев забил 20 голов в первенстве СССР, один — в Кубке СССР.
В составе хоккейной команды ЦДКА выиграл чемпионат СССР 1948/49, забросил в этом турнире одну шайбу. В сезоне 1949/50 играл за команду Московского военного округа в первенстве СССР по второй группе, забив 6 шайб.
Умер 17 апреля 1974 года в Москве; по другим сведениям, умер в 1972 или 1973 году.